# Antilocaprins
Els antilocaprins (Antilocaprinae) són una subfamília de mamífers de la família dels antilocàprids. Aquest grup inclou moltes espècies extintes, però només una de vivent, l'antílop americà (Antilocapra americana). Els antilocaprins són més grossos que els mericodontins (amb un pes de 30-80 kg) i tenen les banyes llises i sense peduncles. En els antilocaprins, a més, no hi ha diferències significatives entre mascles i femelles pel que fa a la mida de les banyes. L'antílop americà té dues banyes, però la majoria d'antilocaprins més primitius en tenien entre quatre i sis.